# Stanislaw Tillich
Stanislaw Rudi Tillich [ˈstanɪslaf ˈtɪlɪç] (fil) (sorbisk stavning: Stanisław Tilich), född 10 april 1959 i Neudörfel i Räckelwitz nära Kamenz i dåvarande Östtyskland, är en tysk konservativ politiker tillhörande CDU. Han var från maj 2008 ordförande för CDU-distriktet i förbundslandet Sachsen och Sachsens ministerpresident. Tillich var också ordförande för Tysklands förbundsråd och Tysklands förbundspresidents ställföreträdare från 1 november 2015 till 31 oktober 2016.
Tillich lämnade posten som Sachsens ministerpresident i december 2017. Han blev därefter styrelseordförande i kolbrytningsföretaget Mitteldeutsche Braunkohlengesellschaft (MIBRAG).

## Biografi

### Uppväxt och privatliv
Tillich tillhör den sorbiska minoriteten i Sachsen och är uppväxt med högsorbiska och tyska som modersmål. Hans far Rudi var medlem av den lokala SED-ledningen i Panschwitz-Kuckau och aktiv i det sorbiska kulturförbundet Domowina. Fadern var evangeliskt kristen men Tillich uppfostrades som medlem av moderns katolska religion som var majoritetsreligion i området. Han tog studentexamen från det sorbiska gymnasiet i Bautzen 1977 och gjorde därefter värnplikten i Östtysklands gränstrupper 1977–1979. Åren 1979–1984 studerade han till maskiningenjör inom konstruktion med civilingenjörsexamen från Dresdens tekniska universitet. Han arbetade för ett elektronikföretag i Kamenz fram till 1989 och därefter som egenföretagare fram till 1995. Tillich är bosatt i en villa Panschwitz-Kuckau och har även en takvåning i Dresden. Han är gift och har två barn.

### Politisk karriär i Östtyskland
Tillich påbörjade sin politiska karriär i östtyska CDU 1987. Efter Berlinmurens fall gick han med i förbundsrepublikens CDU 1990 och valdes som ledamot av Volkskammer i det första demokratiska valet 1990, fram till kammarens upplösning vid Tysklands återförening senare samma år. Under denna period arbetade han främst med frågor rörande offer för SED-regimen och sorbiska minoritetsfrågor.

### EU-parlamentariker

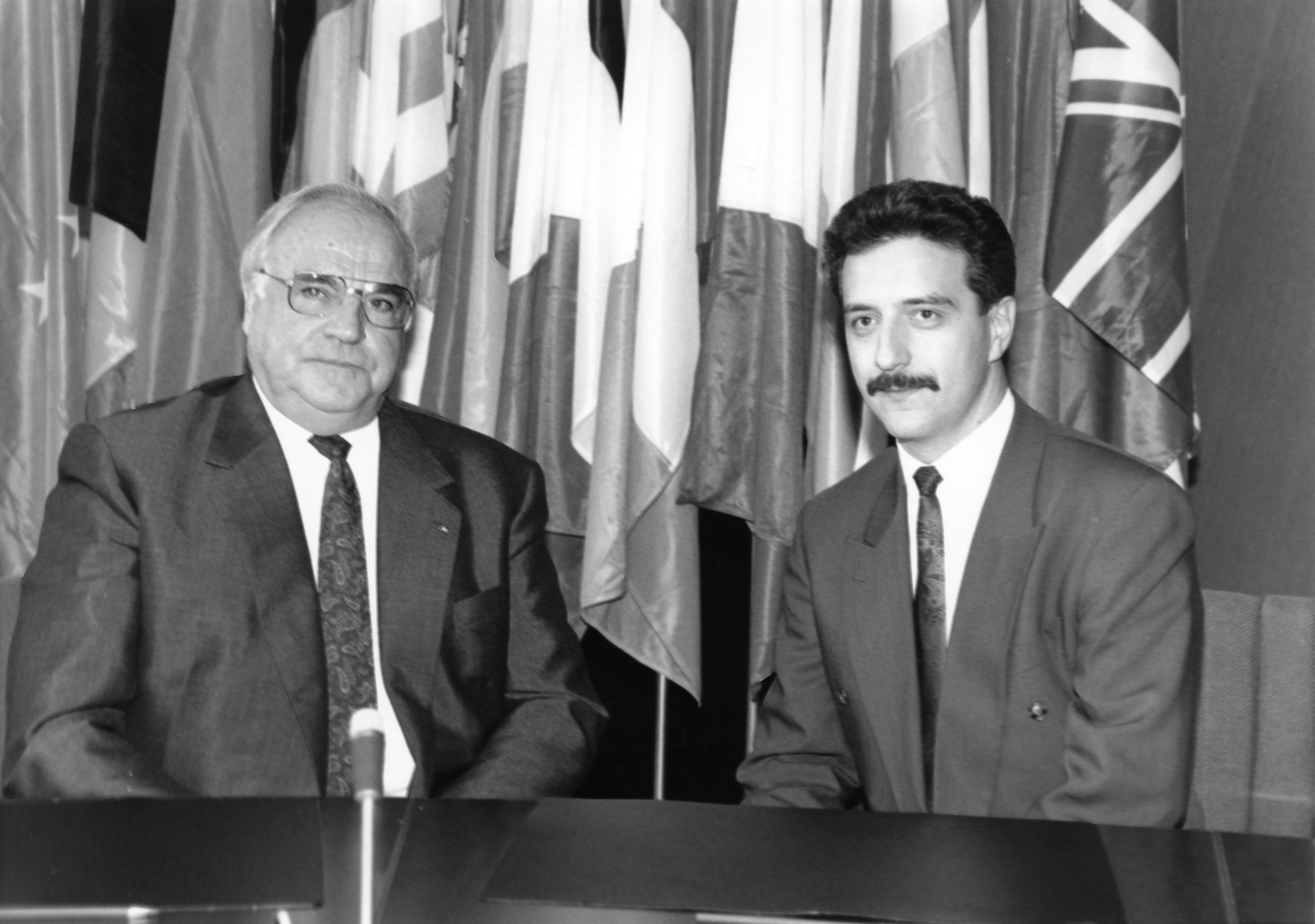
Tillich med Helmut Kohl, 1994.

Han blev därefter observatör i Europaparlamentet fram till 1994, då han valdes till europaparlamentariker för CDU under mandatperioden 1994–1999, samt vice ordförande för EU-parlamentets budgetutskott. 1992–1999 var han medlem av Europeiska folkpartiets styrelse.

### Minister i Sachsen
1999 blev han minister i förbundslandet Sachsens delstatsregering, i Kurt Biedenkopf:s ministär, med ansvar för Europa- och förbundsfrågor. 2002 fick han förnyat förtroende som minister och kanslichef i Georg Milbradts ministär. 2004 valdes han till ledamot av Sachsens lantdag. Från 2004 var han miljö- och jordbruksminister och från 2007 finansminister. 

### Ministerpresident
Den 24 maj 2008 valdes han till Georg Milbradts efterträdare som CDU-distriktsordförande i Sachsen och 28 maj bildade han ny delstatsregering, en koalition mellan CDU och socialdemokratiska SPD. Efter valet 2009, då CDU uppnådde över 40 procent av rösterna, bildade han en regerande koalition mellan CDU och liberala FDP, som efter valet 2014 avlöstes av SPD som koalitionspartner.